# Сараи (Ростовская область)
Сараи́ — хутор в Багаевском районе Ростовской области.
Входит в состав Ажиновского сельского поселения.

## География
Расположен в 30 км (по дорогам) восточнее районного центра — станицы Багаевской. Рядом с посёлком проходит граница с Весёловским районом области.

## Население
| 1989 | 2002 | 2010 |
| ---- | ---- | ---- |
| 172  | ↗202 | ↘199 |

## Улицы
В хуторе имеется одна улица: Зеленая.